# Коровкино (Новосокольницький район)
Коровкино (рос. Коровкино) — присілок в Новосокольницькому районі Псковської області Російської Федерації.
Населення становить 43 особи. Входить до складу муніципального утворення Пригородная волость.

## Історія
Від 2015 року входить до складу муніципального утворення Пригородная волость.

## Населення
| 2001 | 2002 | 2010 |
| ---- | ---- | ---- |
| 68   | ↘54  | ↘43  |